# 格洛弗利亞平原
72°7′S 10°25′E / 72.117°S 10.417°E
格洛弗利亞平原（Glopeflya Plain），是南極洲的平原，位於毛德皇后地，挪威製圖師根據該國探險隊的測量和空中照片繪入地圖，現時由南極條約體系管理。